# كأس الكونغو الديمقراطية
كأس الكونغو الديمقراطية (بالفرنسية: Coupe du Congo)‏، هي بطولة رسمية لرياضة كرة القدم في جمهورية الكونغو الديمقراطية، أسسها اتحاد كونغو الديمقراطية لكرة القدم سنة 1961م.

## مصدر
1. ↑  "Congo-Kinshasa (DR Congo; formerly Zaire) Cup Winners". RSSSF. مؤرشف من الأصل في 2018-12-24. اطلع عليه بتاريخ 2011-10-01.